# Éthel Groffier
Éthel Groffier, née à Etterbeek (Bruxelles) le 13 janvier 1935, est une juriste et essayiste canadienne qui s'intéresse particulièrement à la réforme du droit et des institutions.

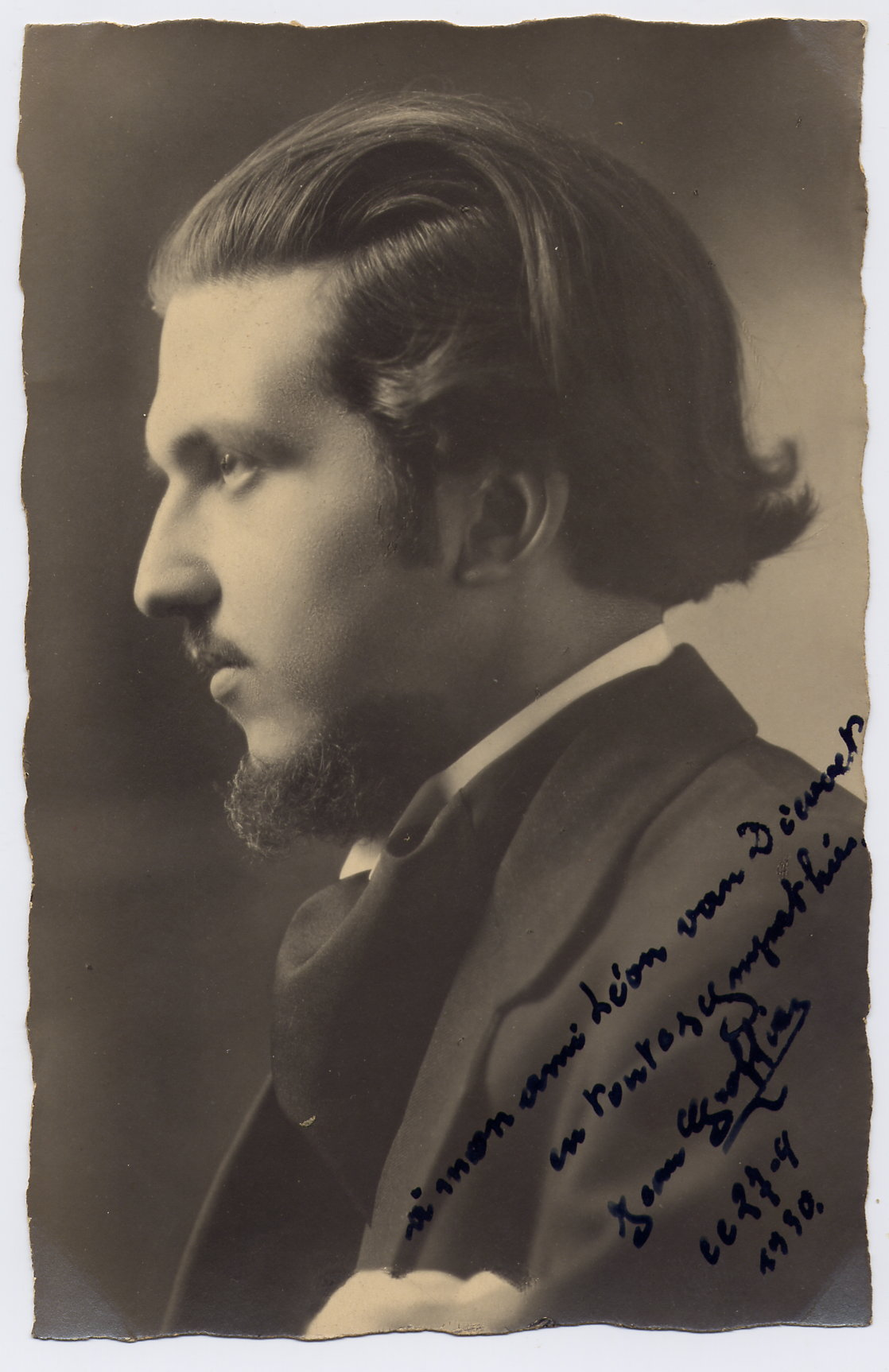
L'écrivain et poète belge Jean Groffier, père d'Éthel Groffier.

## Biographie
Fille de l'écrivain belge Jean Groffier, Éthel Groffier étudie le droit à l'Université libre de Bruxelles. Elle est engagée, en 1961, par l'Organisation internationale des employeurs (OIE), organisation non gouvernementale basée à Genève (Suisse). Elle y effectue des recherches en droit du travail et prend part aux réunions de l'Organisation internationale du travail (OIT) au sein de laquelle l'OIE est chargée du secrétariat du groupe des employeurs. En 1967, elle émigre au Canada où elle vit depuis et commence à travailler au ministère fédéral du Travail, à Ottawa. Après quelques mois, elle entreprend un doctorat à la Faculté de droit de l'Université McGill, à Montréal, qu'elle obtient en 1972. La même année, elle épouse Charles Atala (d) (1917-1989), juriste et journaliste d'origine libano-égyptienne. En 1974, elle devient la première femme professeure à temps plein de la Faculté de droit de l'Université McGill, où elle enseigne jusqu'à sa retraite anticipée en 1995. La même année, elle épouse le philosophe Raymond Klibansky (1905-2005). Elle a été professeure invitée aux universités de Montréal, de Sherbrooke et de Moncton.
Après sa retraite, Éthel Groffier reste en contact avec l'Université McGill. Elle devient chercheuse émérite au Centre Paul-André Crépeau de droit privé et comparé de l'université et tisse des liens étroits avec le Département des livres rares et des collections spéciales. Elle contribue au développement de la Collection Klibansky en donnant au département la bibliothèque privée du philosophe et elle s'intéresse aussi à la formation d'une importante Collection Voltaire. Elle s'efforce de soutenir les activités susceptibles de mettre en valeur et de faire connaître les trésors que contient ce département. Son engagement dans ce domaine découle d'une forte conviction que la culture joue un rôle crucial dans la formation des étudiants.

## La réforme du droit
Dès son installation à Montréal en 1967, Éthel Groffier est engagée comme chercheuse à l'Office de révision du Code civil du Québec. Ce travail lui inspire un vif intérêt pour la réforme du droit qui se manifeste tout au long de sa carrière et est à l'origine de la plupart de ses écrits. Elle publie, en 1980, un Précis de droit international privé québécois à l'intention de ses étudiants à l'Université McGill et à l'Université de Sherbrooke. Ce livre connaît plusieurs éditions et la quatrième parait en 1993, un an avant l'entrée en vigueur du nouveau Code civil du Québec. Il contient une étude approfondie des institutions nouvellement adoptées par des lois particulières ou prévues dans le Titre X du Code, consacré au droit international privé. Certaines des suggestions contenues dans ce précis sont adoptées dans le nouveau Code. Finalement, elle publie avec un de ses anciens doctorants, le professeur Gérald Goldstein de l'Université de Montréal, un traité intitulé Droit international privé, ouvrage en deux volumes qui paraissent en 1998 et 2003 . Ce traité fut très bien accueilli au Québec ,, fut maintes fois cité par la Cour suprême du Canada (voir entre autres,, ) et eut même des échos en France. Il a été décrit comme étant désormais l'ouvrage incontournable en droit international privé au Québec » et on a jugé que ce traité, dont l'approche comparatiste fait la richesse, « constitue une contribution essentielle et inestimable à la doctrine québécoise de droit international privé » .

## La terminologie juridique
Un autre sujet de prédilection d'Éthel Groffier, la terminologie juridique, la conduit à s'intéresser aux problèmes de la traduction de la Common Law en français et aux travaux du Centre de traduction et de terminologie juridiques de la Faculté de droit de l'Université de Moncton, nouvellement créé en 1979. Avec David Reed, alors membre de ce centre, elle publie un ouvrage intitulé Lexicographie juridique, principes et méthodes. Selon Alfred Monnin, ex juge en chef de la Cour d'appel du Manitoba, « Depuis une quinzaine d'années, Ottawa a mis sur pied des comités de normalisation des termes juridiques afin d'harmoniser le langage employé dans la législation fédérale et dans celle des provinces (…). David Reed et Éthel Groffier expliquent ( . . . ) ce que ces dictionnaires devraient contenir et quelles méthodes ils devraient suivre pour obtenir les meilleurs résultats. (Leur livre) est donc un travail de professionnels écrit à l'intention de professionnels de la traduction juridique. (Il) est bien fait et se lit bien, mais il s'adresse aux initiés et non au lecteur ». Selon Denis LeMay, avocat et conseiller à la documentation en droit à la Bibliothèque de l'Université Laval, « L'ouvrage deviendra rapidement indispensable à tous ceux qui œuvrent dans le domaine lexicographique ».

## L'histoire des idées auXVIIIesiècle
Après sa retraite de l'enseignement, Éthel Groffier oriente ses recherches vers l'histoire des idées et en particulier celles du XVIIIe siècle français. Elle commence par la biographie d'un penseur politique et réformateur militaire, le comte Jacques-Antoine-Hippolyte de Guibert (1743-1790), dont les idées démontrent, entre autres, l'émergence d'un patriotisme qui va plus au pays qu'au monarque. Selon Annie Crépin, secrétaire de rédaction aux Annales historiques de la Révolution française, « en écrivant ce livre, Éthel Groffier a entrepris une réhabilitation de Guibert qui a pour but de rendre justice à un homme de talent, sinon de génie, en le replaçant dans la société de son temps et en retraçant la genèse de sa pensée, d'une aventure intellectuelle ».
Éthel Groffier se tourne ensuite vers l'Encyclopédisme avec la biographie de Jacques Peuchet (1758-1830),, collaborateur de l'Encyclopédie méthodique, réformateur en avance sur son temps, préconisant des mesures sociales dont certaines ne furent adoptées au Québec qu'à la suite des travaux de l'Office de révision du Code civil dans les années 1990. Cet ouvrage a été qualifié à la fois d'« ouvrage de référence » et de « livre agréable » . Mme Groffier publia aussi, avec Luigi Delia, une « étude fouillée et bien contextualisée », du Dictionnaire de jurisprudence et du Dictionnaire de police et des municipalités de l’Encyclopédie méthodique qui continue l'histoire de la réforme du droit.
Ce même thème de la réforme du droit est encore à la base de l'ouvrage d'Éthel Groffier intitulé Criez et qu'on crie ! Voltaire et la justice pénale. Cette œuvre prend place dans la controverse qui divise les historiens du droit sur la valeur des critiques de Voltaire de la justice de son temps. Criez et qu'on Crie ! a été décrit comme étant « à la fois un dialogue, une suite et une réponse » au livre du Professeur Benoît Garnot, C'est la faute à Voltaire ....une imposture intellectuelle ? Selon Luigi Delia, Criez et qu'on crie démontre avec succès que « restituée dans ses multiples contextes ( . . . ) la dénonciation des abus de la procédure criminelle n'était qu'un aspect d'un combat plus vaste » mené par Voltaire contre l'intolérance, combat qu'Éthel Groffier continue à développer dans des écrits ultérieurs.
Le 8 mars 2018, Éthel Groffier donna une conférence à l'Université McGill sur le travail et l'art de l'écrivain et artiste britannique James Forbes (1749-1819). Cette présentation se concentra sur trois œuvres de Forbes : un récit de sa « grande tournée européenne », un recueil de lettres décrivant la France à la veille du premier empire, et un livre magnifiquement illustré sur l'Inde. Ces textes et ces images portaient surtout sur deux des principaux événements de l'époque: l'effet de la Révolution française sur les pays européens et le développement de l'empire colonial britannique. On peut voir cette présentation sur YouTube.

## Transformation du rôle des universités
En 2014, au terme d'une longue réflexion provoquée par la transformation de l'université à laquelle elle a assisté au cours de sa carrière de professeure, Éthel Groffier publie ses Réflexions sur l'université. Le Devoir de vigilance. Selon elle l'université, partout dans le monde, est en train de subir une évolution et une transformation profondes provoquées par la mondialisation et le développement sans précédent de la technologie. La pression exercée par les gouvernements pour que l’éducation et la formation soient fonction de leur «utilité » économique, de leur « impact », se fait de plus en plus vive. De là à accepter qu’elle soit transformée en entreprise commerciale régie par les lois du marché, que la liberté académique soit réduite à un cliché dénué de sens, que les recherches dépendent uniquement du bon vouloir des gouvernements et de l’industrie, il y a un pas qu’il faut se refuser à franchir, quoi qu’il en coûte. L’université est une des rares institutions (encore) suffisamment indépendante pour s'opposer au capitalisme sauvage et qui peut tenter de ramener la société au souci du bien commun.
Éthel Groffier insiste sur la nécessité pour l'université d'offrir une éducation générale pour former des citoyens cultivés, dotés d'un esprit critique tout en préparant ses futurs diplômés pour le monde du travail. Elle soutient que les frais de scolarité devraient être à la charge de la société tout comme ceux de la santé publique. Selon elle on ne peut pas, à notre époque, s’opposer à la plus large accessibilité aux études universitaires, pour autant qu’elle soit fondée sur le mérite, pas plus qu’on ne peut refuser qu’une des tâches de l’université soit le service à la société dans laquelle elle se trouve. Selon Jean Charette, professeur retraité de l'Université du Québec à Montréal, il faut lire Réflexions sur l'université parce que « tout est là, et le dossier bien fait, en particulier pour le néophyte qui aborde ce sujet difficile », et « on ne s'ennuie pas, même si les thèmes abordés sont assez techniques ».

## Controverse sur l'appropriation culturelle
La récente controverse relative à l'appropriation culturelle et le nécessaire équilibre à garder entre les revendications de groupes défavorisés et la liberté de création indispensable aux artistes et aux écrivains ont inspiré à Éthel Grofier la nécessité de contribuer à la fondation d'un dialogue qui reste à faire. La réception favorable accordée à son livre Dire l’autre : appropriation culturelle, voix autochtones et liberté d’expression, témoigne de sa pertinence et de son actualité,.

## Distinctions
- Prix de la Fédération du Barreau du Québec pour le premier volume du Droit international privé.
- Prix Walter-Owen de l'Association du Barreau canadien pour le second volume.